# Gillian McFetridge
Gillian McFetridge (1978) è un'ex sciatrice alpina e sciatrice freestyle canadese.

## Biografia
La McFetridge, originaria di Ottawa, iniziò la sua carriera gareggiando nello sci alpino; in Nor-Am Cup esordì il 2 gennaio 1995 a Sugarloaf in supergigante (37ª) e conquistò due podi: il 3º posto del 2 dicembre 1995 a Winter Park in slalom gigante e la vittoria del 12 marzo 1996 a Mont-Sainte-Marie nella medesima specialità. In Coppa del Mondo disputò due gare, gli slalom giganti di Park City del 21 novembre 1996 e di Cortina d'Ampezzo del 26 gennaio 1997, senza portarle a termine; la sua ultima gara nello sci alpino fu lo slalom gigante di Nor-Am Cup disputato il 6 gennaio 2004 a Mont-Sainte-Anne, non completato dalla McFetridge.
Dopo tre anni di inattività, nella stagione 2006-2007 tornò a gareggiare, non più nello sci alpino ma nel freestyle (specialità ski cross): debuttò nella disciplina in occasione dei Campionati spagnoli 2007 disputati il 23 marzo a Sierra Nevada (9ª). In Coppa del Mondo esordì il 12 gennaio 2008 a Les Contamines, senza completare la gara, ottenne il miglior piazzamento il 2 febbraio successivo a Deer Valley (8ª) e prese per l'ultima volta il via il 9 marzo dello stesso anno a Meiringen/Hasliberg (13ª), ultima gara della sua carriera. Non prese parte a rassegne olimpiche o iridate, né nello sci alpino né nel freestyle.

## Palmarès

### Sci alpino

#### Nor-Am Cup
- Vincitrice della classifica di slalom gigante nel 1996[senza fonte]
- 2 podi:
  - 1 vittoria
  - 1 terzo posto

##### Nor-Am Cup - vittorie
| Data          | Località          | Paese  | Specialità |
| ------------- | ----------------- | ------ | ---------- |
| 12 marzo 1996 | Mont-Sainte-Marie | Canada | GS         |

Legenda:

GS = slalom gigante

#### South American Cup
- 1 podio:
  - 1 vittoria

##### South American Cup - vittorie
| Data             | Località    | Paese | Specialità |
| ---------------- | ----------- | ----- | ---------- |
| 6 settembre 2003 | El Colorado | Cile  | GS         |

Legenda:

GS = slalom gigante

### Freestyle

#### Coppa del Mondo
- Miglior piazzamento in classifica generale: 71ª nel 2008
- Miglior piazzamento nella Coppa del Mondo di ski cross: 21ª nel 2008